# Szantmargac járás
Szantmargac járás (mongol nyelven: Сантмаргац сум) Mongólia Dzavhan tartományának egyik járása. Területe 2400 km². Népessége 2100 fő.
Székhelye Holbó (Холбоо), mely északnyugatra fekszik Uliasztaj tartományi székhelytől.